# Луњинец
Луњинец (блр. Лу́нінец; рус. Лунинец) је град у јужном делу Републике Белорусије. Административни је центар Лунинечког рејона Брестска област области.
Према подацима пописа становништва из 2009. у граду је живело 23.529 становника.

## Географија
Лунинец се налази у источном делу Брестске области, односно на југу истоименог рејона недалеко од места где се река Бобрик улива у Припјат. Од административног центра области Бреста удаљен је 256 km источно. Неколико километара источније налази се град Микашевичи. 

## Историја
У писаним изворима насеље Луњинец се први пут помиње 1449. као село Мали Луњин (рус. Малый Лунин). Под садашњим именом познато је од 1540. године. У насељу је 1588. живело 484 становника у 74 домаћинства, а постојала је и винарија. Књаз Константин Долмат је 1622. село као феудални посед поклонио Дјатлавичком манастиру. 
Од 1793. Луњинец је насеље у саставу Пинског округа Руске Империје.
Насеље је доживело напредак након градње полеске железнице крајем 19. века, тако да је 1897. у њему живело 3.167 становника у 855 домаћинстава. 
У периоду између 1919. и 1939. насеље је било у саставу Пољске и имало је административни статус центра истоименог повјата у оквирима Полеског војводства. У то време у граду је живело око 8.000 становника. У саставу Белоруске ССР је од 1939. године, а већ наредне године добија и службени статус града. 

## Демографија
Према резултатима пописа из 2009. у граду је живело 23.529 становника.

## Саобраћај
Крајем 19. и почетком 20. века Лунинец је постао важан железнички центар и у том периоду се изграђене железничке трасе ка Гомељу, Ровну, Вилњусу и Бресту.

## Међународна сарадња
- Пилава Гурна (Пољска)